# Hueytamalco (kommunhuvudort)
Hueytamalco är en kommunhuvudort i Mexiko.   Den ligger i kommunen Hueytamalco och delstaten Puebla, i den sydöstra delen av landet, 200 km öster om huvudstaden Mexico City. Hueytamalco ligger 922 meter över havet och antalet invånare är 4 255.
Terrängen runt Hueytamalco är bergig. Runt Hueytamalco är det ganska tätbefolkat, med 160 invånare per kvadratkilometer. Närmaste större samhälle är Tlapacoyan, 8,4 km öster om Hueytamalco. I omgivningarna runt Hueytamalco växer i huvudsak städsegrön lövskog.